# 사회참여를 위한 복음주의 행동
사회참여를 위한 복음주의 행동(Evangelicals for Social Action, ESA)는 주요 사회문제 이해, 문화, 공통적인 정치 문제를 탐색하고 발전시키기 위해 시작된 미국의 진보적인 복음주의 운동이다. 미국의 복음주의 운동은 크게 보수적 복음주의 세력인 기독교 우파(빌리 그레이엄 등), 중도(릭 워렌), 기독교 신앙을 사회적으로 실천하려는 진보적 복음주의(로널드 사이더, 짐 윌리스)로 구분되는데, ESA는 진보적 복음주의(progressive evangelicalism)에 해당한다.

## 활동
- 문서선교: 잡지 PRISM발행
- 네트워크Word & Deed Network를 통한 지역 교회 돕기
- 저술활동: ESA 설립자인 로널드 사이더는 《빈곤한 시대의 부유한 그리스도인》(Rich Christians in an Age of Hunger), 《복음주의자의 양심선언》(The Scandal of the Evangelical Conscience),《복음주의 정치학의 스캔들》(The Scandal of Evangelical Politics)를 저술했다..이중 《빈곤한 시대의 부유한 그리스도인》, 《복음주의자의 양심선언》은 IVP에서, 《복음주의 정치학의 스캔들》은 홍성사에서 한국말로 옮겼다. 또한 ESA누리집에서 인터뷰와 글을 내려받아서 읽을 수 있다.